# Canadiens (peuple)
Pour les articles homonymes, voir Canadiens.
Les Canadiens sont les citoyens du Canada. En 2016, ils sont majoritairement d'ascendance européenne, principalement britannique (Irlandais inclus) et française.

## Ethnonymie
L'ethnonyme Canadien(s) se compose du nom géographique Canada et du suffixe -ien(s).
En anglais : Canadians.

### Historique du terme
L'historien nationaliste Lionel Groulx rapporte en 1958 que Jacques Cartier désignait « les sauvages de Canada » (les peuples autochtones) sous le nom de Canadians et que son confrère André Thevet utilisait quant à lui la graphie Canadéens. Pour leur part, l'historien Benjamin Sulte mentionne en 1882 que les Amérindiens du Bas Saint-Laurent étaient désignés par le nom de Canadois ou Canadiens, et l'Abbé Ferland souligne qu'après 1640, « déjà l'on ne regardait pas comme Françaises les femmes nées au Canada, ou censées y être nées ». Toujours est-il que ce terme désignait initialement les autochtones, et que son sens a glissé quelque part au XVIIe siècle pour également désigner les colons d'Amérique du Nord d'ascendance européenne.

## Anthropogéographie
Les Canadiens sont limitrophes des Américains au Sud et au Nord-Ouest (Alaskains). Au Nord-Est, l'océan les sépare des Groenlandais.

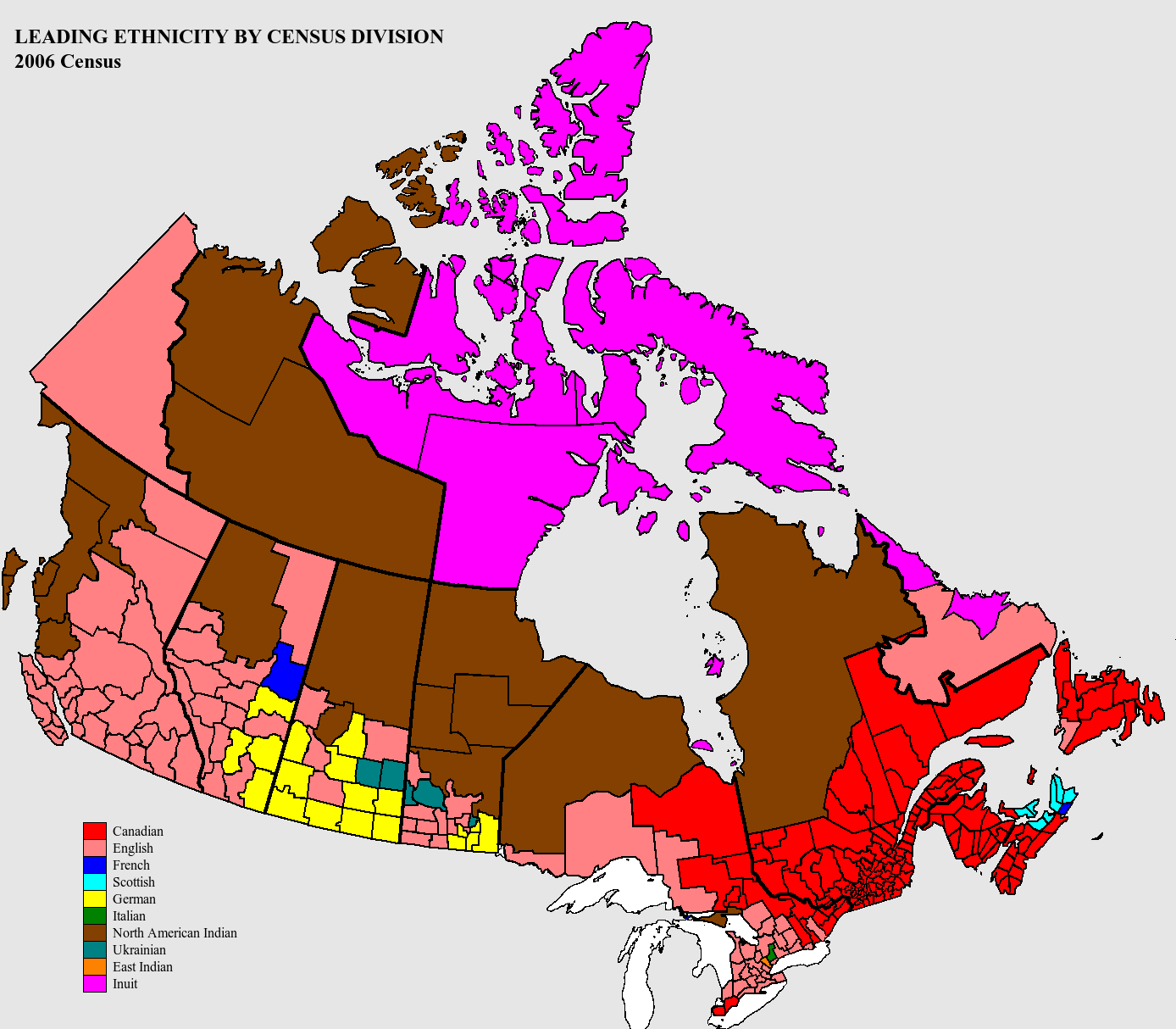
Origines ethniques en 2006.
Densité de population par province en 2021.

## Anthropologie
Parmi les émigrants qui vinrent en terre canadienne au XVIIe siècle, il y avait ceux qui étaient emmenés par des seigneurs, des engagés, des soldats licenciés, des orphelines et ceux qui, d’eux mêmes ou par aventure, s'établissaient dans la colonie. En 1630 s'établissent les premières familles européennes au Canada, elles venaient principalement de la Saintonge, du Perche, du Poitou, de l‘Anjou, de la Normandie et de Paris. Des seigneurs concessionnaires amenaient des familles entières de laboureurs et de cultivateurs recrutées dans leurs seigneuries de France et passaient avec elles des contrats d'engagement ; ce fut la première origine de la population française au Canada.
Dans la seconde moitié du XVIIIe siècle, d'après un officier de l'Armée royale, les Canadiens sont pour la plupart basanés et de petite taille. Leur habillement consiste en une sorte de jaquette et, quand il fait froid, ils portent une espèce de couverture qu'ils attachent autour d'eux avec une ceinture de laine. Ils ont pour la plupart un bonnet de laine ou, en hiver, un bonnet de fourrures dont les queues sont d'une longueur extrême et dont ils sont fort orgueilleux. À cette époque, leurs principaux aliments sont d'ordinaire du lait et des végétaux ; ayant en outre un grand nombre de jeûnes qu'ils s'imposent par esprit de religion, ils sont presque tous fort maigres et d'une constitution faible. Les femmes de cette seconde moitié du XVIIIe siècle sont vives, d'un bon caractère et très obligeantes ; elles sont propres dans leur mise. Quant aux hommes, depuis qu'ils ont connu les douceurs du gouvernement britannique, ils sont devenus insolents et opiniâtres ; ils se sentent aisément offensés et lorsqu'ils se croient insultés, ils disent : « je vais le dire au général Carleton »,.
Dans les divers fiefs du Canada au XVIIIe siècle, il y a plusieurs fermiers qui, par leur industrie, sont devenus plus riches que leur seigneur ; malgré cela, ils conservent pour lui le plus grand respect.
Au début du XIXe siècle, les cultivateurs du Canada, animés d'un esprit diamétralement opposé à celui des Anglo-Américains, ne quittent pas les endroits qui les ont vus naître. Au lieu d'émigrer pour former de nouveaux établissements, les membres d'une famille partagent entre eux les biens-fonds, tant qu'il en reste un acre. Ils aiment tellement à vivre ensemble, qu'un village établi à seulement 15 milles au nord de Québec, a été déserté, parce que l'éloignement paraissait trop grand. Toute la population française est resserrée sur la rive septentrionale du grand fleuve à cette époque, depuis Montréal jusqu'à Québec ; quant au Haut-Canada, il est en grande partie peuplé d'Irlandais qui, s'étant rendus aux États-Unis, n'y ont pas trouvé la félicité qu'ils espéraient.
Dans les années 1840, il existe encore un contraste frappant entre les fermiers du Haut-Canada et du Bas-Canada ; comme on peut s'en assurer à Lachine, village situé sur le Saint-Laurent.
D'après l'agence Statistique Canada, les origines des îles Britanniques et de la France figurent toujours parmi les plus fréquentes en 2016. La même année, près de 20 millions de personnes ont déclaré des origines européennes ; quant aux ascendances chinoises, indiennes et philippines, elles comptent parmi les 20 origines les plus fréquemment déclarées par l’ensemble de la population.

## Langues
Sur le plan linguistique, les Canadiens se divisent en deux groupes principaux :  les anglophones et les francophones.

## Proportion des Anglais et des Français
Le nombre de Français de la colonie canadienne était de 72 000 en 1760, sachant qu'il n’était venu que 10 000 immigrants depuis l’installation de la première famille. En 1831, le recensement signale 380 000 Français sur 512 000 habitants. En 1851, quand les Canadiens ont franchi l'enceinte des seigneuries et se sont établis dans les townships, le recensement compte 669 500 Français sur 890 000 âmes. En 1871, la population canadienne était de 1 190 000 personnes, dont 900 000 Français. À l'époque de la colonie canadienne, le nombre de Français augmente de 20 à 25 % tous les dix ans ; après la conquête, de 35 % dans le même délai. Cet accroissement, traversé de 1851 à 1871 par une émigration aux États-Unis, n‘a été que de 18 % tous les dix ans.
Concernant les Anglais, quelques sacrifices qu’ils aient faits pour s‘établir, leur nombre au Bas-Canada était de 132 000 en 1831, et de 270 000 en 1871. Leur accroissement moyen a été de 18 % tous les dix ans, et s'est même réduit à 11 % entre 1851 et 1871. D'autre part les Anglais, malgré les renforts d'une immigration constante, se sont multipliés moins activement que les Français. En 1831, ils formaient 26 % de la population et au début des années 1870, ils ne représentent que 21,5 %.
Ces chiffres sont importants car ils marquent la tendance de la population franco-canadienne à s‘emparer des terres. Non seulement elle ne se laisse pas déposséder par les colons venus d'Angleterre, mais elle les chasse des townships, où ceux-ci s’étaient primitivement établis.

## Diaspora
| Pays              | Ressortissants canadiens | Source                                                     |
| ----------------- | ------------------------ | ---------------------------------------------------------- |
| États-Unis        | 1 062 640                | Coulombe and DeVoretz, 2009                                |
| Hong Kong         | 300 000                  | Zhang and DeGolyer, 2011                                   |
| Royaume-Uni       | 73 000                   | UK Office of National Statistics Labour Force Survey, 2009 |
| Liban             | 45 000                   | DFAIT                                                      |
| Australie         | 27 289                   | Dumont and Lemaitre, 2005                                  |
| Chine             | 19 990                   | Chinese Census 2010                                        |
| Corée du Sud      | 14 210                   | OECD, International Migration Database, 2008               |
| Allemagne         | 13 390                   | OECD, International Migration Database, 2008               |
| France            | 11 931                   | OECD, International Migration Database, 2006               |
| Japon             | 11 016                   | OECD, International Migration Database, 2008               |
| Égypte            | 10 000                   | DFAIT                                                      |
| Nouvelle-Zélande  | 7 770                    | Dumont and Lemaitre, 2005                                  |
| Philippines       | 7 500                    | DFAIT                                                      |
| Haiti             | 6 000                    | DFAIT                                                      |
| Mexique           | 5 768                    | Dumont and Lemaitre, 2005                                  |
| Suisse            | 5 243                    | OECD, International Migration Database, 2008               |
| Singapour         | 5 140                    | Foreign Ministry of Singapore                              |
| Thailande         | 5 000                    | DFAIT                                                      |
| Trinité-et-Tobago | 5 000                    | Parasram, 2009                                             |
| Belgique          | 4 145                    | Dumont and Lemaitre, 2005                                  |